# Kosmos 2292
Kosmos 2292, ruski satelit za umjeravanje (kalibriranje) radara. Iz programa Kosmos. Vrste je Tajfun-1 (Vektor).
Lansiran je 27. rujna 1994. godine u 14:00 s kozmodroma Pljesecka u Rusiji. Lansiran je u nisku orbitu oko planeta Zemlje raketom nosačem Kosmos-3M 11K65M. Orbita mu je 400 km u perigeju i 1953 km u apogeju. Orbitna inklinacija mu je 82,99°. Spacetrackov kataloški broj je 23278. COSPARova oznaka je 1994-061-A. Zemlju obilazi u 108,91 minutu. Pri lansiranju bio je mase 500 kg. 
Raspadnuti dio Kosmosa 2292, Spacetrackova kataloška broja 23281, COSPARove oznake 1994-061-C, kružio je oko Zemlje 365 km u perigeju i 1947 km u apogeju, na inklinaciji od 83,00°, obilazeći ju u 108,47 minuta. 8. travnja 2001. vratio se u atmosferu.
Raspadnuti dio Kosmosa 2292, Spacetrackova kataloška broja 23286, COSPARove oznake 1994-061-D, kružio je oko Zemlje 474 km u perigeju i 1945 km u apogeju, na inklinaciji od 83,08°, obilazeći ju u 109,62 minute. 3. travnja 2011. vratio se u atmosferu.
Raspadnuti dio Kosmosa 2292, Spacetrackova kataloška broja 24831, COSPARove oznake 1994-061-E, kružio je oko Zemlje 396 km u perigeju i 1770 km u apogeju, na inklinaciji od 83,44°, obilazeći ju u 106,89 minuta. 6. ožujka 2000. vratio se u atmosferu.

## Vanjske poveznice
- N2YO.com Search Satellite Database
- Celes Trak SATCAT Format Documentation (engl.)